# Azepan
Azepan ist eine gesättigte heterocyclische chemische Verbindung. Sie ist der einfachste siebengliedrige stickstoffhaltige Heterocyclus und wird auch häufig als Hexamethylenimin bezeichnet. 
Diese Bezeichnung ist allerdings etwas irreführend, denn es handelt sich nicht um ein Imin im (heutigen) eigentlichen Sinne. Eine weitere Bezeichnung ist Homopiperidin, da es sich um ein Homologes des Piperidins, das um eine Methylengruppe erweitert ist, handelt.

## Herstellung
Die Synthese von Azepan kann durch Reduktion von ε-Caprolactam mit Lithiumaluminiumhydrid oder Natriumborhydrid durchgeführt werden. Auch die Cyclisierung von 1,6-Diaminohexan beispielsweise am Rutheniumkatalysator (in diesem Fall Tris(triphenylphosphino)dichlororuthenat(II)) stellt einen Syntheseweg dar.

## Eigenschaften
Azepan ist eine farblose Flüssigkeit mit ammoniakartigem Geruch. Sie ist vollständig mischbar mit Wasser. Es handelt sich um eine Stickstoffbase. Ihr pKs-Wert in Wasser beträgt bei 20 °C 11,4.